# Поклоннически център в Калвария Зебжидовска
Поклоннически център в Калвария Зебжидовска (на полски: Sanktuarium pasyjno-maryjne w Kalwarii Zebrzydowskiej) e поклоннически център „Страсти Христови и Света Дева Мария“ на монасите бернардинци, намиращ се в Калвария Зебжидовска. Базиликата и манастирът, които са част от комплекса, са разположени на юг от града, на върха на планината Жар, а на юг и на изток от се намират 42 параклиса и католически църкви. Често е наричан Полският Йерусалим.
През 1999 поклонническият център е вписан в списъка на световното културно и природно наследство на ЮНЕСКО, а на 17 ноември 2000 обектът е признат за паметник на полската история.
Калварийският поклоннически център е едно от най-важните места на почит към страстите Христови и към Богородица – съчетава култа към страдащия Христос и култа към Божията майка. Водеща идея е пресъздаването на последния път на Христос. В комплекса се намира икона на Божията майка от Калвария.

## История
През 1600 Миколай Зебжидовски, управител на Краков, финансира изграждане на църква „Разпятие на Исус Христос“, построена по модел от Йерусалим. Според легендата причината за това решение на Зебжидовски е видение, което той и съпругата му съзират през прозореца на замъка в Ланцкорона – виждат три пламтящи кръста, издигащи се към небето над планината Жар.Малката църква е тържествено осветена от папския нунций Клаудио Рангони на 4 октомври 1601, в присъствието на краковския епископ Бернард Мачейовски. Зебжидовски решава да построи до църквата параклис „Христов гроб“ и малък манастир. На 1 декември 1602 той подписва дарителски акт, с който дава част от планината и мястото за изграждане на манастира на ордена на бернардинците. През 1604 – 1609 по проект на Джовани (Ян) Мария Бернардони са изградени църквата и манастирът. През 1604 Зебжидовски, вдъхновен от произведението на Християн Адрихен, описващо Йерусалим по времето на Христос, решава да изгради (в периода 1609 – 1617) дванадесет параклиса на Кръстния път и отшелническа обител „Петимата братя поляци“ с параклис „Света Мария Магдалена“.
След смъртта на Миколай Зебжидовски през 1620 грижата за поклонническия център поема синът му Ян, който изгражда (1623 – 1641) пет параклиса, посветени на страстите Христови и осем параклиса в чест на Дева Мария и отшелническа обител „Света Елена“, разширява параклисите „Разпятие“ и „Гроб на Божията майка“. Поредният дарител – Михал Зебжидовски, разширява манастирския комплекс, а последната голяма покровителка и дарителка за комплекса – Магдалена Чарториска от рода Конопацки се заема с разширяване на църквата чрез изграждане на втори наос, фасада, две кули и два параклиса: „Свети Антоний“ (1687) и „Непорочно зачатие“ (1749).
През 1979 папа Йоан Павел II признава на главната църква титлата малка базилика.

## Архитектура
Църквата и манастирът са построени по проект на архитекта Ян Мария Бернардони и фламандския архитект и златар Павел Баударт, който е издигнал почти всички калварийски параклиси.
Базиликата е в стил късен барок с елементи на рококо. Интериорът се отличава с богато инкрустирани мебели и многобройни картини.
Манастирът представлява триетажна сграда с интериор в стил барок и рококо. Частта, която е по-близо до църквата и има кладенец по средата, е украсена с портретите на дарителите и благодетелите на манастира.
Поклонническият парк включва комплекс от църкви и параклиси с барокова и маниеристична архитектура, напомнящи по форма различни геометрични фигури. Всички части на комплекса са вплетени в естествения пейзаж и са вдъхновени от описанията на светите земи, направени от Християн Адрихен.
От южната страна църквата и манастирът са оградени от зид (1624) с два бастиона, преустроени през 1747 за духовни нужди, както и параклисите „Света Ана“ и „Скърбяща Дева Мария“.
На 1 декември 1999 Комитетът за световно наследство на ЮНЕСКО на заседанието си в Маракеш, въз основа на историческа и научна оценка, направена от проф. Анна Митковска (инженер и архитект)решава да впише поклонническия комплекс в Калвария Зебжидовска в Списък на световното културно и природно наследство ЮНЕСКО.
Съгласно постановление на президента на Република Полша от дата 30 октомври 2000, на 17 ноември същата година поклонническият център придобива статус паметник на полската история.

## Божията майка от Калвария
Иконата на Божията майка с младенеца е дарен от Станислав Пашковски през 1641 година. От 1667 се намира в параклиса до северната стена на църквата. Иконата е коронована на 15 август 1887 от Албин Дунайевски.

## Събития и пилигримство
Комплексът в Калвария Зебжидовска е център на поклонничеството, който ежегодно привлича множество пилигрими, като броят им достига до 1,5 милиона. Сред най-специалните събития в Калвария са изключително колоритните религиозни мистерии, които се играят през Страстната седмица. Особено тържествено се отбелязва и Успение на Пресвета Богородица през август. Събитията в Калвария са сред най-великолепните религиозни празници в Полша.
Към манастира функционира Дом на поклонника, който приема гости през цялата година, а също така и ресторант.

### Култът към страстите Христови
Първите служби са извършени на кръстовете, издигнати на местата на бъдещите параклиси през 1608 г. По традиция те се отслужват за всички поклонници в Калвария. Първоначално в тях са участвали малко на брой актьори и литургичният елемент е бил водещ, по подобие не тези в Йерусалим. През XVII век тези събития се ограничават до честване на Велики четвъртък и Велики петък, измиване на нозете на дванадесетте апостоли, процесията преминава от параклиса „Свети Рафаил“ до параклиса „ Анна“, където бдението продължава до сутринта на велики петък, когато Пилат прочита декрета, осъждащ Исус на смърт. След това Христос взема кръста и го носи до църквата „Разпятие“. Процесията приключва на Гроба на Христос. Запазени са два сценария (от 1610 и 1618) за пресъздаването на Страстите Господни в Калвария. Автор и на двата е Абрахам Рожнятовски.
След първата подялба на Полша, като част от борбата срещу суеверието от страна на австрийските власти, обредът беше значително обеднява, остава само процесията с проповедите и кръстът, символизиращ Христос в отделни параклиси, както и измиването на краката и декретът на Пилат.
След Втората световна война мистерията на Страстите получава нов облик, чийто създател е Августин Чадам. През 1947 са въведени нови костюми и герои въз основа на библейски послания и традиции, както и сцени на влизането на Христос в Йерусалим на Цветница, пирът в дома на Симон и предателството на Юда.

### Култът към Пресвета Дева Мария
Култът към Дева Мария води началото си от 1609, когато Миколай Зебжидовски купува в Лорето (Италия) осветена от папа Сикст V сребърна фигура на Божията майка ангел, която е поставена в главния олтар на църквата. Фигурата става предмет на култ в първите години от съществуването на поклонническия център.
От 1613 се провежда богослужение, наречено Богородичен път на страданието (От Гроба на Христос до Дома на Дева Мария), както и процесия Успение на Пресвета Богородица (от Гроба на Дева Мария до базиликата), а от средата на XVII век и процесия Успение Богородично на 13 август (от Дома до Гроба на Божията майка). В по късен период се въвежда и провеждането на служби и проповеди край седемте параклиса.
Голямо събитие за поклонническия център е подаряването на иконата на Божията майка (1641), която се смята за чудотворна и за посредник при предоставянето на Божията благодат.

## Калвария и Йоан Павел II
Поклонническият център в Калвария Зебжидовска за Карол Войтила е място на чести посещения и молитви още от най-ранната му възраст.
| „                            | Днес идвам на това свято място като поклонник, както съм идвал тук като дете и в младостта си. Стоя пред Мадоната от Калвария, както когато дойдох тук като епископ от Краков, за да ѝ поверя делата на архиепископията и онези, които Бог е поверил на моята пастирска грижа. Идвам тук и както тогава казвам: Здравей! Здравей, Кралице, Майко на милосърдието! | “ |
| Йоан Павел II, 19 август 200 | |   |

Като папа той пребивава тук два пъти, на 7 юни 1979 обявява църквата за базилика, а на 19 август 2002 по време на честванията на 400-годишнината на поклонническия център отслужва последното си богослужение в Полша. На 14 август 1991 спира на площада и благославя събралите се там граждани. На 9 януари 1979 дарява на центъра позлатена монстрация, на 10 юни 1987 по време на богослужение на краковските Блоне поставя пред иконата на Божията майка от Калвария златна роза, а през 1997 – броеница.
| „                         | В Калвария има нещо, което привлича. Какво е това нещо? Може би натуралната красота на пейзажа, който се разкрива оттук в подножието на полските Бескиди... | “ |
| Йоан Павел II, 7 юни 1979 | |   |